# 2021 a légi közlekedésben
Ez a lista a 2021-es év légi közlekedéssel kapcsolatos eseményeit tartalmazza.

## Események

### Január
- Január 9. – A Sriwijaya Air 182 számú járata rövidesen felszállás után a Jáva-tengerbe zuhant. A Boeing 737-500-as fedélzetén tartózkodó 62 emberből mindenki életét vesztette.[1]

### Február
- Február 11. – Csődbe megy és beszünteti a tevékenységét az Air Namibia.[2]

### Július
- Július 4. – Megnyílik az Új Ulánbátori nemzetközi repülőtér.[3]

### December
- December 16. – Az Airbus a típus sorozatgyártásának befejezését követően átadja az A380 utolsó, 251. példányát az Emirates légitársaságnak[4]

## Első felszállások
- Március 10. –  Dassault Falcon 6X[5]